# Марк Цекций Юстин
Марк Цекций Юстин (на латински: Marcus Ceccius Iustinus) е политик и сенатор на Римската империя през 2 век.
През 139 г. той е суфектконсул заедно с Гай Юлий Бас.